# Order Świętego Aleksandra
Order Świętego Aleksandra (buł. Орден Св. Александръ) – wysokie odznaczenie państwowe Księstwa i Królestwa Bułgarii, ustanowione w 1881. Od 1946 order domowy.

## Historia
Order został ustanowiony 25 grudnia 1881 przez księcia Bułgarii Aleksandra I ku czci bohatera narodowego Rusi, ks. Aleksandra Newskiego. Książę Aleksander wybrał na patrona odznaczenia nie tylko swego imiennika, ale także był to gest wdzięczności w stosunku do cara Aleksandra II za pomoc Rosji w wyzwoleniu Bułgarii spod jarzma tureckiego. Na rewersie orderu widnieje zresztą data zawarcia Traktatu w San Stefano (19 lutego 1878), który doprowadził do powstania quasi niepodległego Księstwa Bułgarii.
Order dzieli się na sześć klas:
- I klasa – Krzyż Wielki (od 1908),
- II klasa – Wielki Oficer,
- III klasa – Komandor,
- IV klasa – Oficer,
- V klasa – Kawaler,
- VI klasa – Krzyż Srebrny[2][3],

dodatkowo do 1946 należały do orderu:
- Order Zasługi (Orden „za Zasluga”) – oznaka złota lub srebrna bez wstążki,
- Medal Zasługi (Medal „za Zasluga”) – złoty, srebrny lub brązowy[1][3].

Wielki lub Mały Łańcuch noszony był właściwie wyłącznie przez władcę, ale kilka z nich nadano zagranicznym głowom państw, m.in. sułtanom Abdülhamidowi II i Mehmedowi V (obecnie znajdują się w muzeum pałacu Topkapı).
Order nie znalazł się w nowym systemie orderowo-odznaczeniowym stworzonym przez komunistów w 1950 (po upadku monarchii w 1946), jednak na emigracji nadal nadaje go wygnany król Symeon II jako order domowy i jest jego wielkim mistrzem. W Republice Bułgarii order nie został odnowiony.

## Zasady nadawania
Order Świętego Aleksandra był przyznawany za wybitne zasługi dla narodu bułgarskiego i dla monarchii, oraz za oddanie w służbie dla kraju. Wersja orderu z mieczami (i gwiazda orderu z mieczami) nadawana była za akty bohaterstwa podczas wojny, a wersja z mieczami ponad odznaką orderu (i ponad środkowym medalionem gwiazdy orderu) za akty bohaterstwa w czasach pokoju. Obecnie nadawany jest jako odznaczenie dynastyczne za zasługi dla byłego monarchy Symeona II, który nagradza nim wybitnych przedstawicieli społeczności bułgarskich emigrantów rozsianych po całym świecie. Ostatnie nadanie odbyło się w 2000 roku.

## Opis odznaki
Istnieją dwie odmiany odznaki Orderu Świętego Aleksandra. Odznaką typu I jest pozłacany srebrny krzyż kawalerski emaliowany na biało. Pośrodku krzyża widnieje okrągły medalion z imieniem Aleksandra Newskiego zapisanym cyrylicą na czerwonej emalii oraz z napisem w języku bułgarskim: СЪ НАМИ БОГЪ  (Bóg z nami) i wieńcem laurowym na białej emalii. Nad odznaką znajduje się złota korona heraldyczna monarchii bułgarskiej. Na rewersie widnieje data: 19 ФЕВРАЛЪ 1878 (19 lutego 1878).
Odznaką typu II jest pozłacany srebrny krzyż kawalerski emaliowany na zielono. Pośrodku krzyża widnieje okrągły medalion z lwem, godłem Bułgarii, na czerwonej emalii oraz napisem w języku bułgarskim: СЪ НАМИ БОГЪ (Bóg z nami) i wieńcem laurowym na białej emalii. Nad odznaką znajduje się złota korona heraldyczna monarchii bułgarskiej. W 1891 nowy władca Bułgarii, ksiażę Ferdynand I wprowadził pewne zmiany do wyglądu orderu, zmieniając m.in. kształt korony. Cztery najwyższe klasy orderu mogły też być ozdobione brylantami, jako wyraz szczególnego uznania panującego monarchy wobec odznaczonego. Istnieje wiele drobnych różnic w wyglądzie poszczególnych egzemplarzy orderu w zależności od czasu i miejsca powstania danego egzemplarza i zmian kosmetycznych wprowadzanych przez kolejnych monarchów.
Gwiazda orderowa przysługuje odznaczonym orderem I i II klasy. Występuje w dwóch odmianach. Typ I to ośmioramienna srebrna gwiazda z medalionem z białej emalii. Pośrodku medalionu znajduje się mniejszy z czerwonej emalii z imieniem Aleksandra Newskiego zapisanym cyrylicą oraz z napisem w języku bułgarskim: СЪ НАМИ БОГЪ  (Bóg z nami) i wieńcem laurowym umieszczonymi na otoczce z białej emalii. Może być także wysadzana brylantami. Gwiazda typu II posiada pośrodku czerwony medalion z godłem Bułgarii otoczonym wąskim białym paskiem oraz złotym napisem w języku bułgarskim: СЪ НАМИ БОГЪ  (Bóg z nami) i wieńcem laurowym umieszczonymi na szerszej otoczce z zielonej emalii.
Oznaki V i VI klasy wykonane są z nieemaliowanego srebra. Wstążka orderowa ma kolor karmazynowy.